# Indias de Mayagüez 2016
Questa voce raccoglie le informazioni riguardanti le Indias de Mayagüez nella stagione 2016.

## Organigramma societario
Area direttiva
- Presidente: Oscar Muñiz

Area tecnica
- Allenatore: José Barceló

## Rosa
| N° | Nome                   | Ruolo | Data di nascita   | Nazionalità sportiva |
| -- | ---------------------- | ----- | ----------------- | -------------------- |
| 1  | Kim Willoughby         | S     | 7 novembre 1980   | Porto Rico           |
| 2  | Gabriela Ramos         | S/L   | 10 settembre 1998 | Porto Rico           |
| 3  | Alexandra Rivera       | L     | 18 febbraio 1993  | Porto Rico           |
| 4  | Nomaris Vélez          | L     | 11 giugno 1993    | Porto Rico           |
| 6  | Priscilla Hernández    | S     | 12 marzo 1991     | Porto Rico           |
| 7  | Maria Demencia Morales | S     | 21 dicembre 1992  | Porto Rico           |
| 8  | Jennylee Martínez      | C     | 22 ottobre 1991   | Porto Rico           |
| 9  | Jetzabel Del Valle     | C     | 19 dicembre 1979  | Porto Rico           |
| 10 | Shannon Torregrosa     | C     | 1º febbraio 1981  | Porto Rico           |
| 11 | Marcela de Oliveira    | S     | 31 maggio 1987    | Brasile              |
| 11 | Malina Terrell         | S     | 12 maggio 1992    | Stati Uniti          |
| 12 | Amanda Vázquez         | C     | 21 giugno 1985    | Porto Rico           |
| 13 | Gyselis Irizarry       | C     | 20 dicembre 1992  | Porto Rico           |
| 13 | Falyn Fonoimoana       | S     | 13 marzo 1992     | Stati Uniti          |
| 14 | Jennymar Santiago      | P     | 28 luglio 1994    | Porto Rico           |
| 15 | Glorimar Ortega        | P     | 21 novembre 1983  | Porto Rico           |
| 16 | Yormarie Rosado        | S     | 16 novembre 1992  | Porto Rico           |
| 17 | Ariana López           | S/L   | -                 | Porto Rico           |
| 18 | Andrea Drews           | S/O   | 25 dicembre 1993  | Stati Uniti          |

## Mercato
| Acquisti | Acquisti               | Acquisti             | Acquisti   |
| R.       | Nome                   | da                   | Modalità   |
| -------- | ---------------------- | -------------------- | ---------- |
| S/L      | Gabriela Ramos         | ?                    | definitivo |
| L        | Alexandra Rivera       | Gigantes de Carolina | definitivo |
| C        | Jennylee Martínez      | Changas de Naranjito | definitivo |
| S        | Marcela de Oliveira    | -                    | definitivo |
| C        | Gyselis Irizarry       | -                    | definitivo |
| P        | Glorimar Ortega        | Changas de Naranjito | definitivo |
| S/L      | Ariana López           | Gigantes de Carolina | definitivo |
| S/O      | Andrea Drews           | Purdue               | definitivo |
| S        | Maria Demencia Morales | Brøndby              | definitivo |
| S        | Priscilla Hernández    | -                    | definitivo |
| C        | Jetzabel Del Valle     | Changas de Naranjito | definitivo |
| C        | Shannon Torregrosa     | -                    | definitivo |
| S        | Falyn Fonoimoana       | Criollas de Caguas   | definitivo |
| S        | Malina Terrell         | FTSV Straubing       | definitivo |

| Cessioni | Cessioni            | Cessioni                | Cessioni   |
| R.       | Nome                | a                       | Modalità   |
| -------- | ------------------- | ----------------------- | ---------- |
| L        | Pamela Cartagena    | Capitalinas de San Juan | definitivo |
| S/O      | Saraí Álvarez       | -                       | definitivo |
| C        | Eveli Pacheco       | -                       | definitivo |
| L        | Learis Jusino       | Leonas de Ponce         | definitivo |
| S        | Keila Rodríguez     | Changas de Naranjito    | definitivo |
| C        | Jessica Candelario  | Changas de Naranjito    | definitivo |
| S/O      | Xiomara Ortíz       | -                       | definitivo |
| C        | Grace Salado        | Leonas de Ponce         | definitivo |
| P        | Micha Hancock       | MKS                     | definitivo |
| S        | McKenzie Adams      | -                       | definitivo |
| L        | Alexandra Rivera    | -                       | definitivo |
| C        | Jennylee Martínez   | Changas de Naranjito    | definitivo |
| S        | Marcela de Oliveira | -                       | definitivo |
| C        | Gyselis Irizarry    | -                       | definitivo |
| S        | Falyn Fonoimoana    | -                       | definitivo |

## Risultati

### LVSF

#### Regular season
| 1ª giornata - 13 gennaio 2016 Palacio de Recreación y Deportes, Mayagüez   | Indias de Mayagüez      | 3 - 2 | Leonas de Ponce         | 23-25, 24-26, 25-22, 25-16, 15-13 |
| 2ª giornata - 15 gennaio 2016 Coliseo Emilio Huyke, Humacao                | Orientales de Humacao   | 1 - 3 | Indias de Mayagüez      | 22-25, 25-20, 20-25, 23-25        |
| 3ª giornata - 21 gennaio 2016 Palacio de Recreación y Deportes, Mayagüez   | Indias de Mayagüez      | 3 - 0 | Lancheras de Cataño     | 25-13, 26-24, 27-25               |
| 4ª giornata - 23 gennaio 2016 Coliseo Salvador Dijols, Ponce               | Leonas de Ponce         | 3 - 0 | Indias de Mayagüez      | 25-16, 25-17, 25-20               |
| 5ª giornata - 28 gennaio 2016 Palacio de Recreación y Deportes, Mayagüez   | Indias de Mayagüez      | 3 - 1 | Capitalinas de San Juan | 25-23, 25-23, 25-27, 25-16        |
| 6ª giornata - 31 gennaio 2016 Coliseo Héctor Solá Bezares, Caguas          | Criollas de Caguas      | 3 - 0 | Indias de Mayagüez      | 25-22, 25-17, 25-21               |
| 7ª giornata - 5 febbraio 2016 Coliseo Gelito Ortega, Naranjito             | Changas de Naranjito    | 0 - 3 | Indias de Mayagüez      | 26-28, 23-25, 23-25               |
| 8ª giornata - 6 febbraio 2016 Palacio de Recreación y Deportes, Mayagüez   | Indias de Mayagüez      | 3 - 1 | Valencianas de Juncos   | 22-25, 28-26, 25-16, 25-22        |
| 9ª giornata - 10 febbraio 2016 Coliseo Guillermo Angulo, Carolina          | Gigantes de Carolina    | 3 - 0 | Indias de Mayagüez      | 25-17, 25-20, 25-19               |
| 10ª giornata - 12 febbraio 2016 Palacio de Recreación y Deportes, Mayagüez | Indias de Mayagüez      | 3 - 0 | Orientales de Humacao   | 25-17, 25-23, 25-19               |
| 11ª giornata - 18 febbraio 2016 Coliseo Cosme Beitia Sálamo, Cataño        | Lancheras de Cataño     | 2 - 3 | Indias de Mayagüez      | 25-27, 32-30, 22-25, 19-25, 13-15 |
| 12ª giornata - 22 febbraio 2016 Palacio de Recreación y Deportes, Mayagüez | Indias de Mayagüez      | 3 - 1 | Orientales de Humacao   | 25-20, 28-26, 19-25, 27-25        |
| 13ª giornata - 25 febbraio 2016 Palacio de Recreación y Deportes, Mayagüez | Indias de Mayagüez      | 1 - 3 | Capitalinas de San Juan | 25-22, 23-25, 21-25, 24-26        |
| 14ª giornata - 27 febbraio 2016 Palacio de Recreación y Deportes, Mayagüez | Indias de Mayagüez      | 1 - 3 | Criollas de Caguas      | 18-25, 25-22, 18-25, 19-25        |
| 15ª giornata - 4 marzo 2016 Coliseo Rafael Amalbert, Juncos                | Valencianas de Juncos   | 2 - 3 | Indias de Mayagüez      | 25-19, 23-25, 14-25, 30-28, 13-15 |
| 16ª giornata - 9 marzo 2016 Coliseo Guillermo Angulo, Carolina             | Gigantes de Carolina    | 3 - 0 | Indias de Mayagüez      | 25-22, 27-25, 25-16               |
| 17ª giornata - 14 marzo 2016 Coliseo Gelito Ortega, Naranjito              | Changas de Naranjito    | 1 - 3 | Indias de Mayagüez      | 22-25, 24-26, 25-20, 23-25        |
| 18ª giornata - 16 marzo 2016 Coliseo Cosme Beitia Sálamo, Cataño           | Lancheras de Cataño     | 1 - 3 | Indias de Mayagüez      | 17-25, 25-22, 23-25, 16-25        |
| 19ª giornata - 20 marzo 2016 Coliseo Roberto Clemente, San Juan            | Capitalinas de San Juan | 0 - 3 | Indias de Mayagüez      | 21-25, 23-25, 19-25               |
| 20ª giornata - 23 marzo 2016 Palacio de Recreación y Deportes, Mayagüez    | Indias de Mayagüez      | 3 - 2 | Changas de Naranjito    | 21-25, 25-18, 21-25, 25-23, 15-13 |
| 21ª giornata - 24 marzo 2016 Coliseo Héctor Solá Bezares, Caguas           | Criollas de Caguas      | 3 - 1 | Indias de Mayagüez      | 25-16, 25-13, 23-25, 27-25        |
| 22ª giornata - 26 marzo 2016 Palacio de Recreación y Deportes, Mayagüez    | Indias de Mayagüez      | 0 - 3 | Leonas de Ponce         | 16-25, 33-35, 20-25               |
| 23ª giornata - 1 aprile 2016 Palacio de Recreación y Deportes, Mayagüez    | Indias de Mayagüez      | 3 - 0 | Valencianas de Juncos   | 25-21, 25-20, 27-25               |
| 24ª giornata - 5 aprile 2016 Palacio de Recreación y Deportes, Mayagüez    | Indias de Mayagüez      | 0 - 3 | Gigantes de Carolina    | 23-25, 16-25, 16-25               |

#### Play-off
| Quarti di finale (gara 1) - 7 aprile 2016 Palacio de Recreación y Deportes, Mayagüez     | Indias de Mayagüez      | 1 - 3 | Criollas de Caguas      | 12-25, 18-25, 25-20, 16-25        |
| Quarti di finale (gara 3) - 10 aprile 2016 Coliseo Héctor Solá Bezares, Caguas           | Criollas de Caguas      | 3 - 0 | Indias de Mayagüez      | 27-25, 25-21, 25-17               |
| Quarti di finale (gara 4) - 11 aprile 2016 Palacio de Recreación y Deportes, Mayagüez    | Indias de Mayagüez      | 1 - 3 | Gigantes de Carolina    | 25-19, 23-25, 23-25, 18-25        |
| Quarti di finale (gara 5) - 13 aprile 2016 Coliseo Guillermo Angulo, Carolina            | Gigantes de Carolina    | 1 - 3 | Indias de Mayagüez      | 25-23, 23-25, 20-25, 20-25        |
| Quarti di finale (spareggio) - 16 aprile 2016 Palacio de Recreación y Deportes, Mayagüez | Indias de Mayagüez      | 3 - 1 | Gigantes de Carolina    | 22-25, 25-18, 31-29, 25-20        |
| Semifinali (gara 1) - 18 aprile 2016 Palacio de Recreación y Deportes, Mayagüez          | Indias de Mayagüez      | 2 - 3 | Capitalinas de San Juan | 16-25, 25-22, 19-25, 25-22, 7-15  |
| Semifinali (gara 2) - 20 aprile 2016 Coliseo Roberto Clemente, San Juan                  | Capitalinas de San Juan | 3 - 1 | Indias de Mayagüez      | 25-15, 18-25, 25-19, 25-22        |
| Semifinali (gara 3) - 22 aprile 2016 Palacio de Recreación y Deportes, Mayagüez          | Indias de Mayagüez      | 2 - 3 | Capitalinas de San Juan | 24-26, 22-25, 25-14, 25-16, 13-15 |
| Semifinali (gara 4) - 25 aprile 2016 Coliseo Roberto Clemente, San Juan                  | Capitalinas de San Juan | 3 - 0 | Indias de Mayagüez      | 25-19, 25-21, 25-21               |

## Statistiche

### Statistiche di squadra
| Competizione | Punti | In casa | In casa | In casa | In trasferta | In trasferta | In trasferta | Totale | Totale | Totale |
| Competizione | Punti | G       | V       | P       | G            | V            | P            | G      | V      | P      |
| ------------ | ----- | ------- | ------- | ------- | ------------ | ------------ | ------------ | ------ | ------ | ------ |
| LVSF         | 41    | 17      | 9       | 8       | 16           | 8            | 8            | 33     | 17     | 16     |
| Totale       | -     | 17      | 9       | 8       | 16           | 8            | 8            | 33     | 17     | 16     |

G = partite giocate; V = partite vinte; P = partite perse